# Przepust wałowy

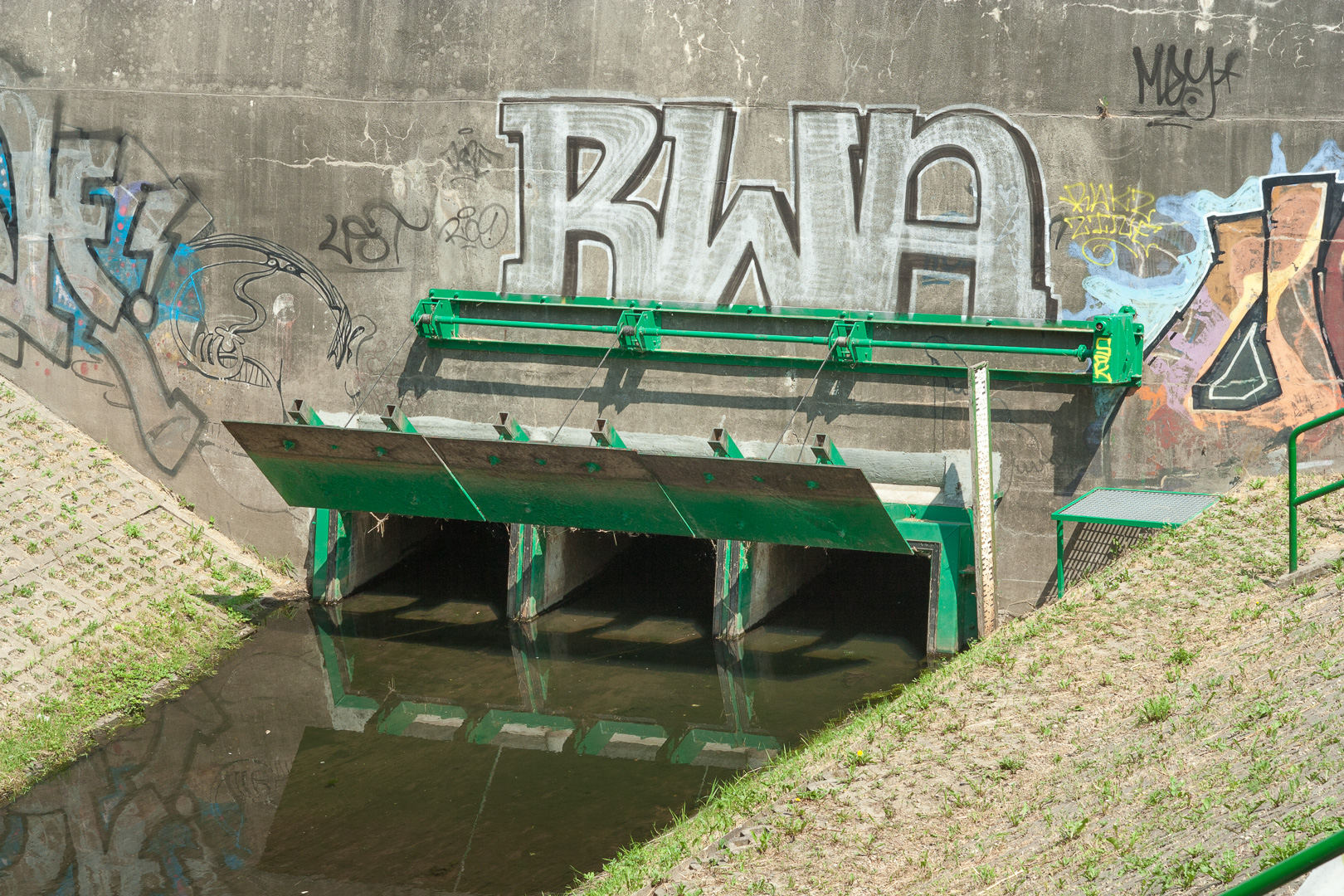
Kanał Nowa Ulga w Warszawie wypływający spod Wału Miedzeszyńskiego przy moście Siekierkowskim w kierunku Wisły.

Przepust wałowy – przepust przeprowadzający wodę lub inną ciecz przez korpus takich obiektów budowlanych jak wały przeciwpowodziowe czy groble. Ten rodzaj budowli zaliczany jest do kategorii budowli hydrotechnicznych, co zdefiniowane zostało w  paragrafie 3 punkcie 1 rozporządzenia w sprawie warunków technicznych, jakim powinny odpowiadać budowle hydrotechniczne i ich usytuowanie, które stanowi podstawowy przepis techniczno–budowlany w zakresie budownictwa wodnego, śródlądowego.
Współcześnie przepusty wałowe konstruuje się jako przewody zamknięte wykonane w technologii żelbetowej. Dopuszcza się także stosowanie prefabrykowanych rur żelbetowych przy zachowaniu wymogu posadowienia ich na monolitycznym fundamencie i zapewnienia szczelności połączeń pomiędzy poszczególnymi prefabrykatami. Ponadto niezbędne jest stosowanie zabezpieczeń przed szkodliwą filtracją wody wzdłuż ścian przepustu. Przepust wałowy może być wyposażony w zamknięcie w postaci klapy zwrotnej, umożliwiającej przepuszczanie wody przy stanach niskich i średnich oraz zapewniającej samoczynne jej zamknięcie przy stanach wysokich, gdy woda zamiast przepływać do recypienta, odpływałaby przez przepust na teren zawala (tzw. cofka).
W zakresie przepustów wałowych opracowano związane z tym zganieniem następujące normy:
- BN-74/9191-01 Urządzenia wodno-melioracyjne. Przepusty z rur betonowych i żelbetowych. Wymagania i badania przy odbiorze.
- BN-75/9191-09 Urządzenia wodno-melioracyjne. Przepusty rurowe. Wymiary.
- BN-83/8971-06.02 Prefabrykaty budowlane z betonu. Rury bezciśnieniowe. Rury betonowe i żelbetowe typów O, Os, C i Cs.
- BN-67/6744-08 Rury betonowe.